# ستوفيز
ستوفيز هو الطبق التقليدي الإسكتلندي، وصفات وإضافات تختلف اختلافا كبيرا بين المناطق الأسكتلندية المختلفة وحتى العائلات، ولكن يحتوي الصحن على البطاطا، وعادة ( ولكن ليس دائما ) البصل وكثير من الأحيان بقايا اللحم البقري المشوي، اللحم المفروم، أو غيرها من اللحوم .
تعني عبارة "to stove" في اللغة الإسكتلندية "to stew".   يرجع أصل المصطلح إلى الصفة الفرنسية étuvé والتي تُترجم إلى "braised".  تُسمى النسخ الخالية من اللحم بـ barfit وتلك التي تحتوي على اللحم بـ high-heelers.